# Kiribati nos Jogos Olímpicos de Verão de 2008
Kiribati competiu pela primeira vez nas Olimpíadas em 2004, nos Jogos de Atenas. Em 2008, fez sua segunda aparição.

## Desempenho

### Atletismo
| Atleta          | Prova           | Elims. | Elims. | Quartas     | Quartas     | Semifinal   | Semifinal   | Final       | Final       |
| Atleta          | Prova           | Res.   | Pos.   | Res.        | Pos.        | Res.        | Pos.        | Res.        | Pos.        |
| --------------- | --------------- | ------ | ------ | ----------- | ----------- | ----------- | ----------- | ----------- | ----------- |
| Rabangaki Nawai | 100 m masculino | 11.29  | 73     | Não avançou | Não avançou | Não avançou | Não avançou | Não avançou | Não avançou |

### Halterofilismo
| Atleta         | Prova              | Arranque | Arranque | Arremesso | Arremesso | Total | Pos. |
| Atleta         | Prova              | Res.     | Pos.     | Res.      | Pos.      | Total | Pos. |
| -------------- | ------------------ | -------- | -------- | --------- | --------- | ----- | ---- |
| David Katoatau | Até 85kg masculino | 135      | 18       | 178       | 15        | 313   | 15   |